# 첼암제

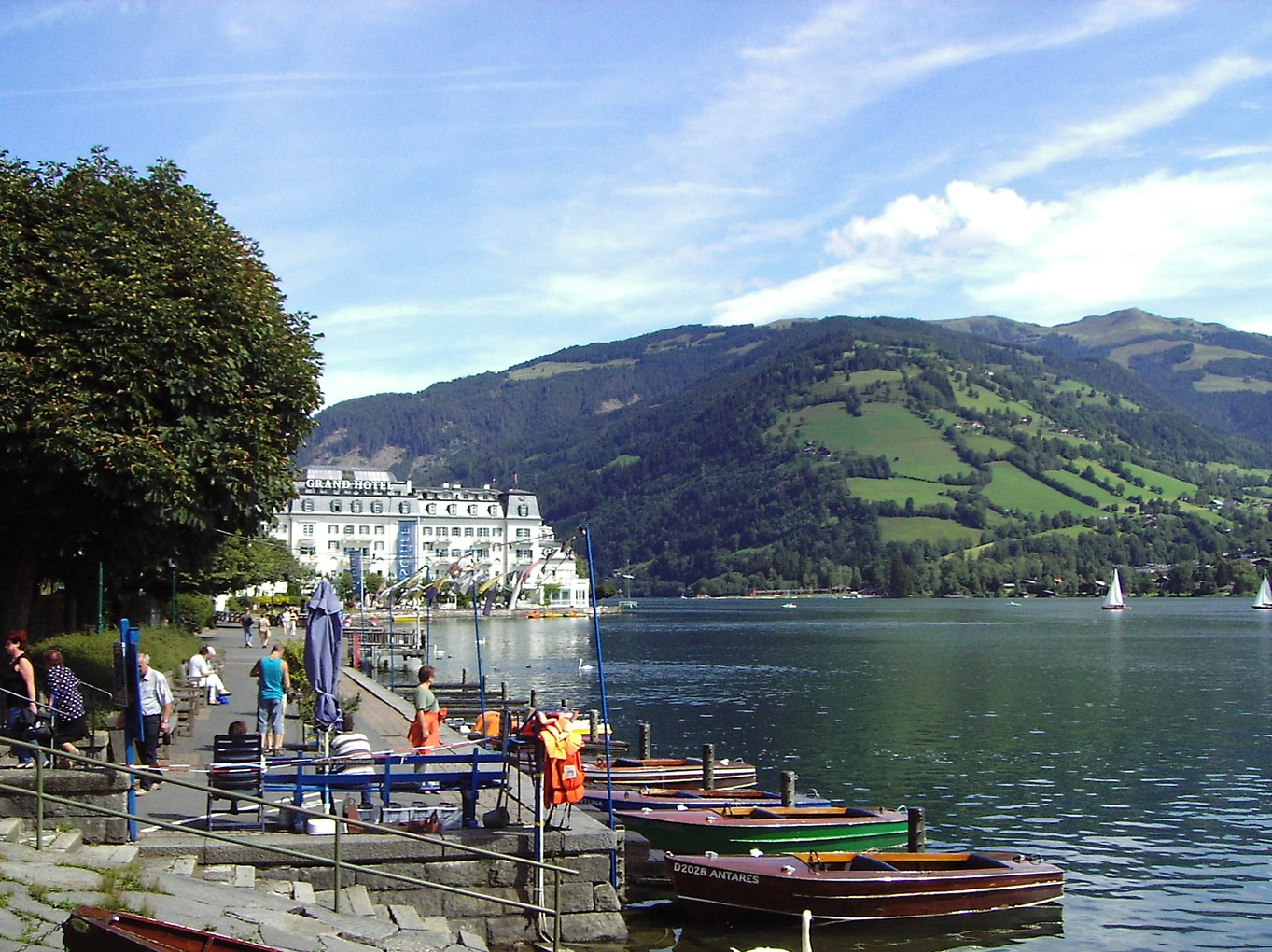
첼암제 호숫가에 있는 산책로와 그랜드호텔

첼암제(독일어: Zell am See)는 오스트리아 잘츠부르크주에 위치한 도시로, 면적은 55.17 km2, 높이는 750 m, 인구는 9,683명(2012년 기준), 인구 밀도는 180명/km2이다. 잘라흐강과 잘차흐강이 합류하는 지점에 위치하며 첼호와 접한다.

시 문장